# Myriam Keil
Myriam Keil (* 28. Februar 1978 in Pirmasens) ist eine deutsche Schriftstellerin.

## Leben
Myriam Keil wuchs in der Pfalz auf, wo sie auch das Abitur ablegte. Ihr Studium absolvierte sie in Münster. Seit 2002 lebt sie als Diplom-Finanzwirtin und freie Autorin in Hamburg.
Keil war Literaturrezensentin für das TITEL-Magazin und den poetenladen. Als Autorin erhielt sie Einladungen zu Lesungen und Wettbewerben in Deutschland, Österreich, der Schweiz und Südtirol. Sie gehört seit 2008 dem Forum Hamburger Autorinnen und Autoren an, zu dem derzeit u. a. Sigrid Behrens, Nils Mohl und Andreas Münzner zählen.

## Werke

### Einzelveröffentlichungen
- Das Kind im Brunnen. Roman, Septime Verlag,  Wien 2017. ISBN 978-3-902711-68-7.
- dezimierung der einmachgläser. Lyrikpapyri, Edition Voss/Horlemann Verlag, Berlin 2013. ISBN 978-3-89502-350-7.
- Nach dem Amok. Jugendroman, Random House, München 2011. ISBN 978-3-570-30742-7.
- Sonntags. Erzählung, SuKuLTuR, Berlin 2008 (= „Schöner Lesen“ Nr. 76). ISBN 978-3-937737-91-1.
- ein platz am fenster. Gedichte, fza verlag, Wien 2007. ISBN 978-3-9502299-3-6.
- Angst vor Äpfeln. Kurzprosa, Edition Thaleia, St. Ingbert 2007. ISBN 978-3-924944-85-8.

### In Anthologien (Auswahl)
- Wasserzeichen. In: An den Wassern. Kurzgeschichten, Edition Schrittmacher im Rhein-Mosel-Verlag, Bd. 22, Zell 2009. ISBN 978-3-89801-222-5.
- Gedichte. In: Lyrik von Jetzt zwei, Berlin Verlag, München 2008. ISBN 978-3-8270-0809-1.
- Gedichte. In: Hamburger Ziegel 11, Jahrbuch für Literatur, Dölling und Galitz, München und Hamburg 2008. ISBN 978-3-937904-73-3.
- Vor dem Umsteigen. In: Vor dem Umsteigen. Jahrbuch für Literatur 14, Brandes & Apsel, Frankfurt 2008. ISBN 978-3-86099-532-7.
- Der Gedankendieb. In: Voll die Helden. 20 junge Autoren über Zivilcourage, Arena Verlag, Würzburg 2005. ISBN 978-3-401-02437-0.
- Rückkehr. In: Wissen und Gewissen. Eine literarische Anthologie, Stämpfli Verlag, Bern 2005. ISBN 978-3-727212-97-0.

### In Literaturzeitschriften (Auswahl)
- fahrstuhlmusik. In: entwürfe, Ausgabe 52/2007.
- Gedichte. In: Lichtungen, Ausgabe 112/XXVIII.
- Die Lossagung. In: Sterz, Ausgabe 97/98.[3]
- Lebenslänglich auf Bewährung. In: schreibkraft, Ausgabe 12.[4]
- skizze. In: Podium, Ausgabe 145/146.
- Vier im Haus. In: Kritische Ausgabe, Nr. 18 (2010).
- europa: notausgang und brandzeichen: g8. In: um[laut] Nr. 1 (2008).[5]

Weitere Texte unter anderem in: Macondo, Der Dreischneuß, Federwelt, etcetera, Muschelhaufen, Spella erzählt Geschichten, DUM, poet

## Auszeichnungen (Auswahl)
- 2019: Residenzstipendium im Brecht-Haus in Svendborg (Dänemark)[1]
- 2015: Hamburger Förderpreis für Literatur[6]
- 2014: Martha-Saalfeld-Förderpreis des Landes Rheinland-Pfalz[7]
- 2013: Finalistin beim Literarischen März in Darmstadt[8]
- 2012: Mallorca-Stipendium der Kulturbehörde Hamburg[1]
- 2011: Mit dem Jugendroman Nach dem Amok auf der Auswahlliste zum Nachwuchspreis 2011 der Deutschen Akademie für Kinder- und Jugendliteratur[1]
- 2010: Finalistin beim Lyrikpreis Meran[1]
- 2009: Dulzinea-Förderpreis für Textgruppen[1]
- 2009: Erika-Mitterer-Lyrikpreis, 2. Platz[9]
- 2008: Nominiert für den Förderpreis zum Georg-K.-Glaser-Preis[1]
- 2008: Ausstellungstext zur Preisfrage 2007 der Jungen Akademie[1]
- 2008: Förderpreis zum 8. Inselschreiber-Literaturstipendium[10]
- 2007: Kurzgeschichtenpreis der Universität Münster und der Literaturzeitschrift Am Erker[11]
- 2006: Hamburger Förderpreis für Literatur[2]
- 2006: Literaturpreis Prenzlauer Berg[12]
- 2006: erostepost-Literaturpreis, 2. Platz[1]
- 2005: Text des Monats beim Literaturhaus Zürich[13]

### Allgemeine
- Literatur von und über Myriam Keil im Katalog der Deutschen Nationalbibliothek
- Literatur von und über Myriam Keil im Deutschen Literaturarchiv Marbach
- Webpräsenz von Myriam Keil
- Myriam Keil im Forum Hamburger Autoren

### Besprechungen
- Zu ein platz am fenster (von Frank Milautzcki, satt.org, November 2007)
- Schreibkraft (Zeitschrift) - Zu Angst vor Äpfeln (von Cornelia Schuss in Ausgabe 15) (Memento vom 15. August 2011 im Internet Archive)
- Zu Angst vor Äpfeln (von Stefan Heuer, TITEL-Magazin, 2. Juli 2007)